# Jean-Auguste Barre
Pour les articles homonymes, voir Barre.
 (août 2017).
Si vous disposez d'ouvrages ou d'articles de référence ou si vous connaissez des sites web de qualité traitant du thème abordé ici, merci de compléter l'article en donnant les références utiles à sa vérifiabilité et en les liant à la section « Notes et références ».
Jean-Auguste Barre né à Paris le 25 septembre 1811 et mort dans la même ville le 4 février 1896, est un sculpteur et médailleur français.
Il est le 20e graveur général des monnaies.

## Biographie
Auguste Barre reçoit son premier apprentissage auprès de son père, le médailleur Jacques-Jean Barre (1793-1855). Il perfectionne sa formation de sculpture aux Beaux-Arts de Paris auprès de Jean-Pierre Cortot, de modelage auprès de David d'Angers et suit l'enseignement du peintre Achille Devéria.
Exposant au Salon de 1831 à 1886, il remporte dans la section de sculpture une médaille de deuxième classe en 1834, de première classe en 1840, puis est nommé chevalier de la Légion d'honneur en 1852.
Sans avoir concouru pour le prix de Rome, Barre peut toutefois poursuivre une importante carrière officielle. À partir de 1835, il crée des portraits dont le genre familier et intimiste sera ultérieurement repris par la photographie. Réalisant pour le roi Louis-Philippe Ier le gisant de sa mère la duchesse d'Orléans pour la chapelle royale de Dreux, sa renommée va croissant sous le Second Empire. N'exécutant pas moins de 26 bustes de Napoléon III et de nombreuses effigies de l'impératrice Eugénie, il fut, dans les années 1850, grâce à son talent habile et flatteur, le portraitiste favori de la cour impériale dont il exécute également des portraits en médailles.
Il réalisera quelques grandes commandes pour le musée historique de Versailles ainsi que des œuvres monumentales comme, en 1861, la statue de La Prudence pour la fontaine Saint-Michel de Paris.
Auguste Barre est l'un des créateurs à l'origine de la vogue des petites  statuettes-portraits de femmes à partir des années 1830 : amies proches telles Mme Paul Delaroche ou Mme Achille Déveria ; effigies en pied d'artistes contemporaines comme les plus célèbres danseuses du temps, à l'Opéra : Fanny Elssler et Marie Taglioni, ou la plus populaire Bayadère Amany; la tragédienne Rachel… Il réalise également des statuettes dans le style troubadour, comme Marie de Bourgogne à cheval.
Au style romantique et vigoureux de ses œuvres de jeunesse succède le charme décoratif raffiné des œuvres plus tardives de l'artiste qui évolue alors vers le classicisme dans ses commandes officielles.
Nommé graveur général des monnaies en 1878, il quitte son poste à la fin de l'année suivante, remplacé par Jean Lagrange.

## Œuvres

Portrait d'homme (1830), médaillon, Cleveland Museum of Art.

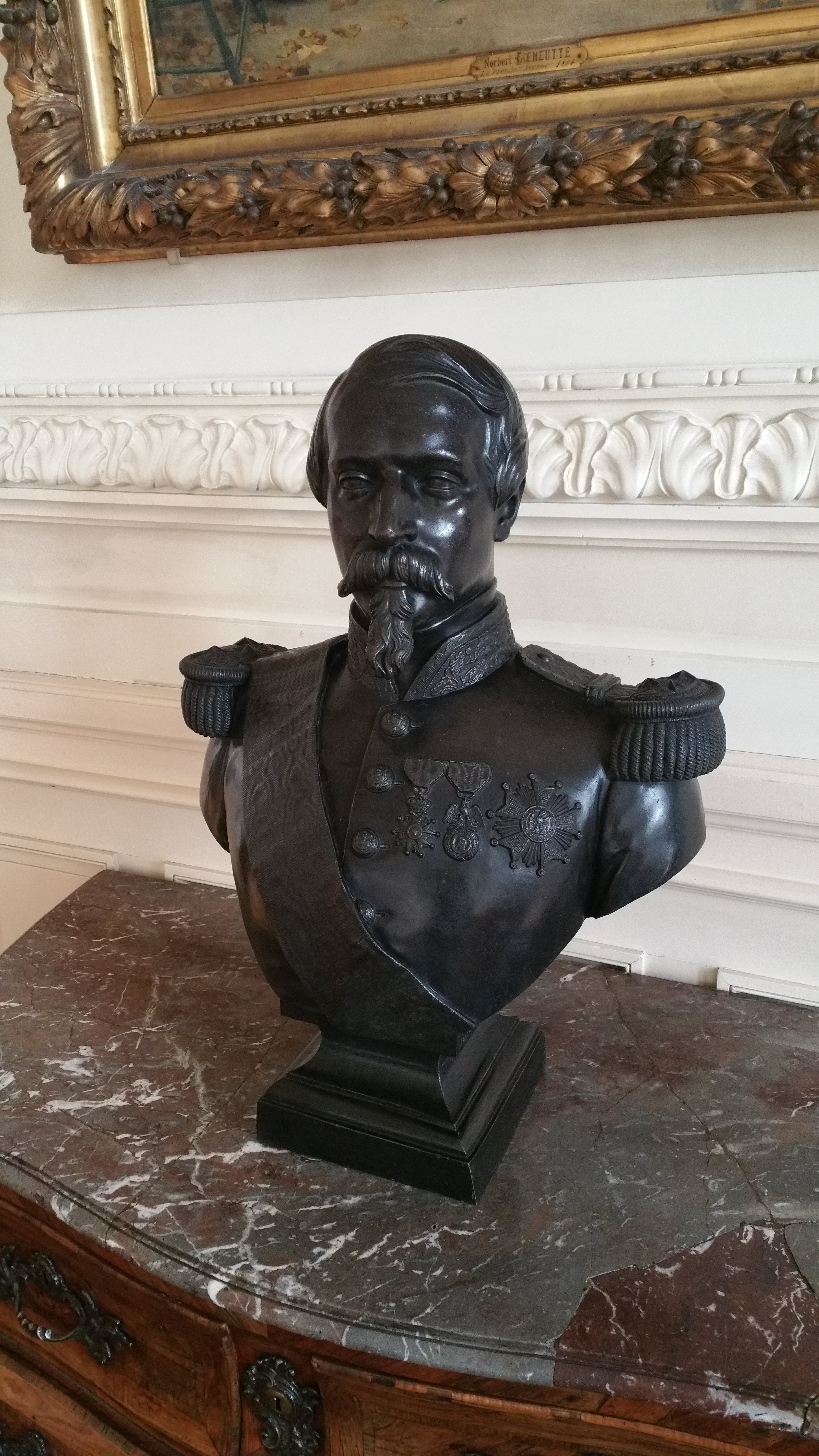
Napoléon III (1852), hôtel de ville de Vichy.

- Ulysse reconnu par son chien, 1834, statue en marbre, château de Compiègne[2].
- Isabelle d'Aragon, reine de France (1247-1271), 1837, buste en marbre, Versailles, châteaux de Versailles et de Trianon.
- Marie Taglioni en Sylphe, 1837, statuette en bronze, Saint-Pétersbourg, musée de l'Ermitage[3].
- Louise Delaroche et son fils Horace fille du peintre Horace Vernet épouse Paul Delaroche, 1838, bronze non localisé, statuette en ivoire (copie ?), Paris, musée du Louvre[4].
- André Gaspard Parfait de Bizemont-Prunelé, 1838, buste marbre, musée des Beaux-Arts d'Orléans[5].
- La Bayadère Amany, 1838, statuette en bronze, Paris, musée de la Vie romantique[6].
- Louis II de La Trémoille, vicomte de Thouars, prince de Talmont (1460-1525), 1839, buste en plâtre, Versailles, châteaux de Versailles et de Trianon.
- Marceline Desbordes-Valmore, 1839, statuette en bronze, 46 cm[7],[8].
- François de Lorraine, duc de Guise (1519-1563), 1840, statue en plâtre plus grande que nature, Versailles, châteaux de Versailles et de Trianon. Exposé au Salon de 1840, no 1668.
- Achille de Harlay, premier président au Parlement de Paris (1536-1619), 1840, statue en plâtre plus grande que nature, Versailles, châteaux de Versailles et de Trianon. Exposé au Salon de 1843, no 1388.
- Saint Luc, 1843[9], statue en pierre, Paris, place Franz-Liszt, balustrade de la façade de l'église Saint-Vincent-de-Paul.
- Marie de Bourgogne, 1844, bronze, Art Institute of Chicago[10], Paris, musée du Louvre[11], musée des Beaux-Arts de Dijon[12].
- Mademoiselle Rachel, 1847, statuette en ivoire, Paris, musée du Louvre[13] ; version en bronze doré à Paris, musée Carnavalet.
- Pierre Simon, marquis de Laplace, astronome (1749-1827), 1847, statue en plâtre plus grande que nature, Versailles, châteaux de Versailles et de Trianon[14].
- Napoléon III, empereur des Français (1808-1873), 1852, buste en plâtre, Versailles, châteaux de Versailles et de Trianon.
- Prince Jérôme Napoléon, 1855, buste en bronze, hôtel de ville d'Ajaccio[15].
- Monument funéraire de la reine Hortense de Beauharnais, 1858, mausolée dans l'Église Saint-Pierre Saint-Paul de Rueil-Malmaison[16].
- L'Impératrice Eugénie en costume de cour, 1861, statue marbre, château de Compiègne[17].
- Renaissance (Vénus), 1861, plâtre patiné, Clermont-Ferrand, musée d'Art Roger-Quilliot.
- Clotilde, princesse de Savoie, épouse du prince Jérôme Napoléon (1843-1911), 1870, buste en marbre, Versailles, châteaux de Versailles et de Trianon.
- Marie-Clotilde de Savoie, buste en bronze, hôtel de ville d'Ajaccio[18].
- Pierre-Antoine Berryer, homme politique (1790-1868), 1878, buste en marbre, Versailles, châteaux de Versailles et de Trianon. Exposé au Salon de 1879, no 4778.

Œuvres de Jean-Auguste Barre
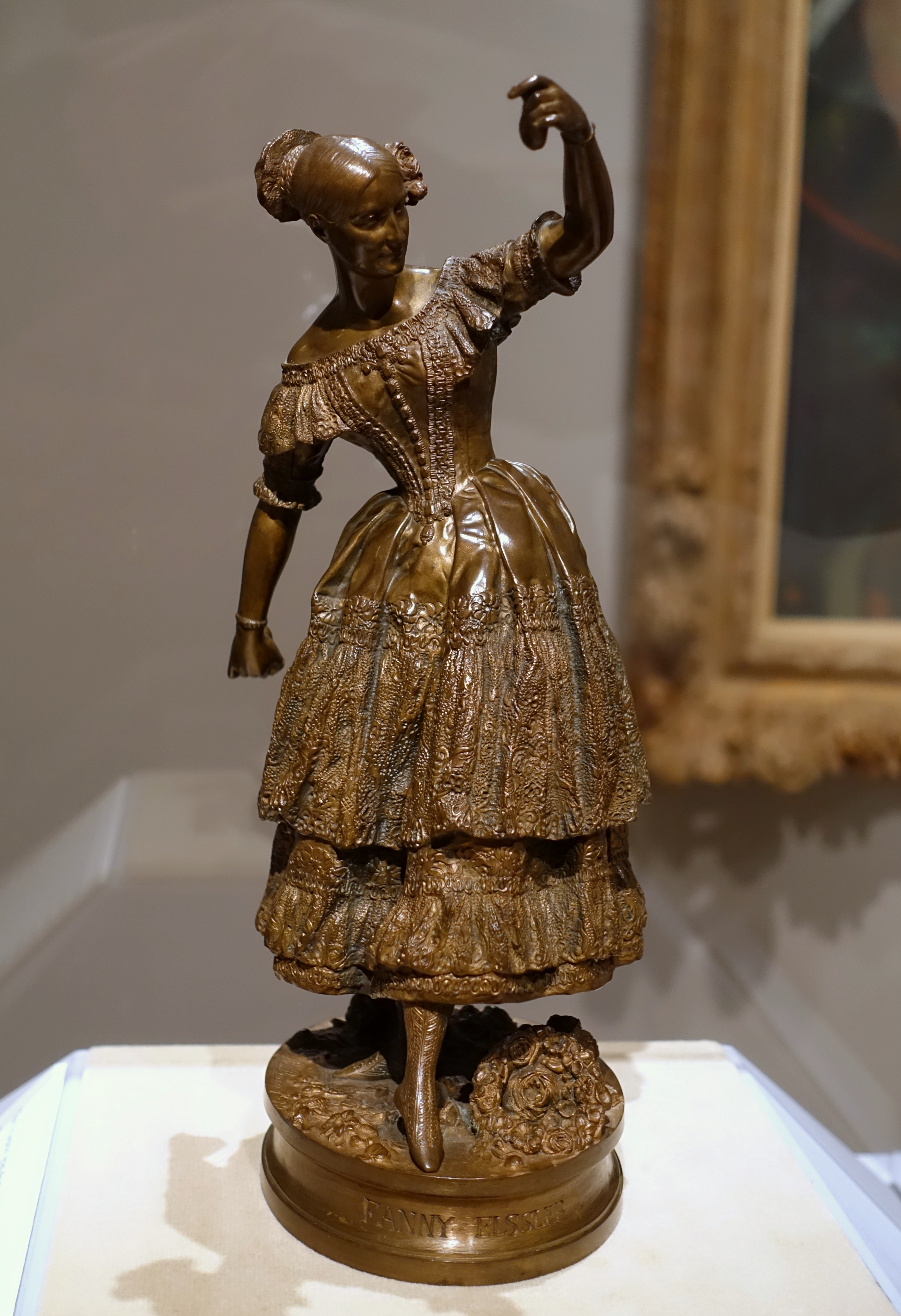
Fanny Elssler (vers 1836), musée d'Art de l'université de Princeton.
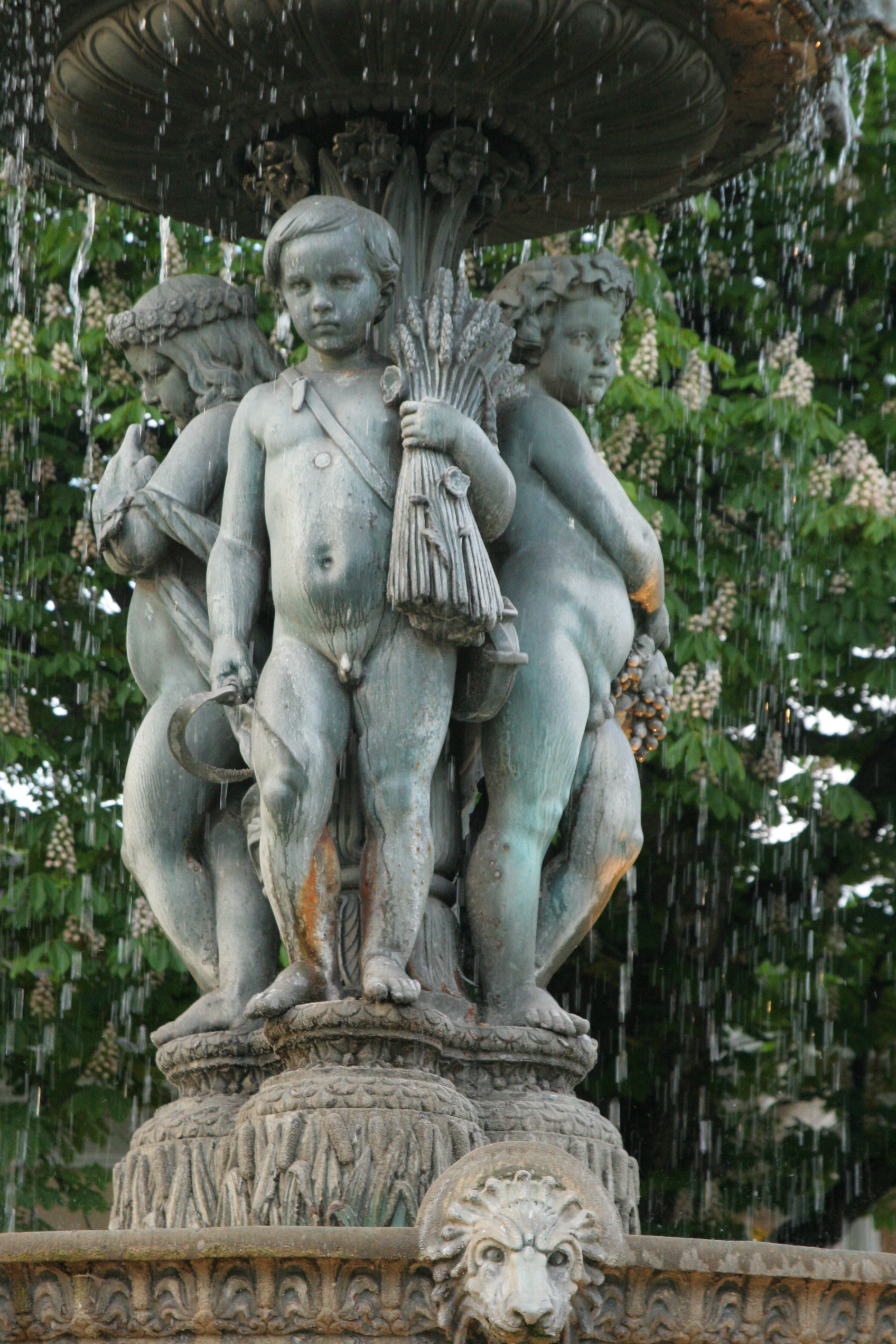
Les Quatre Saisons (1839), fontaine du Cirque, Paris, jardins des Champs-Élysées.
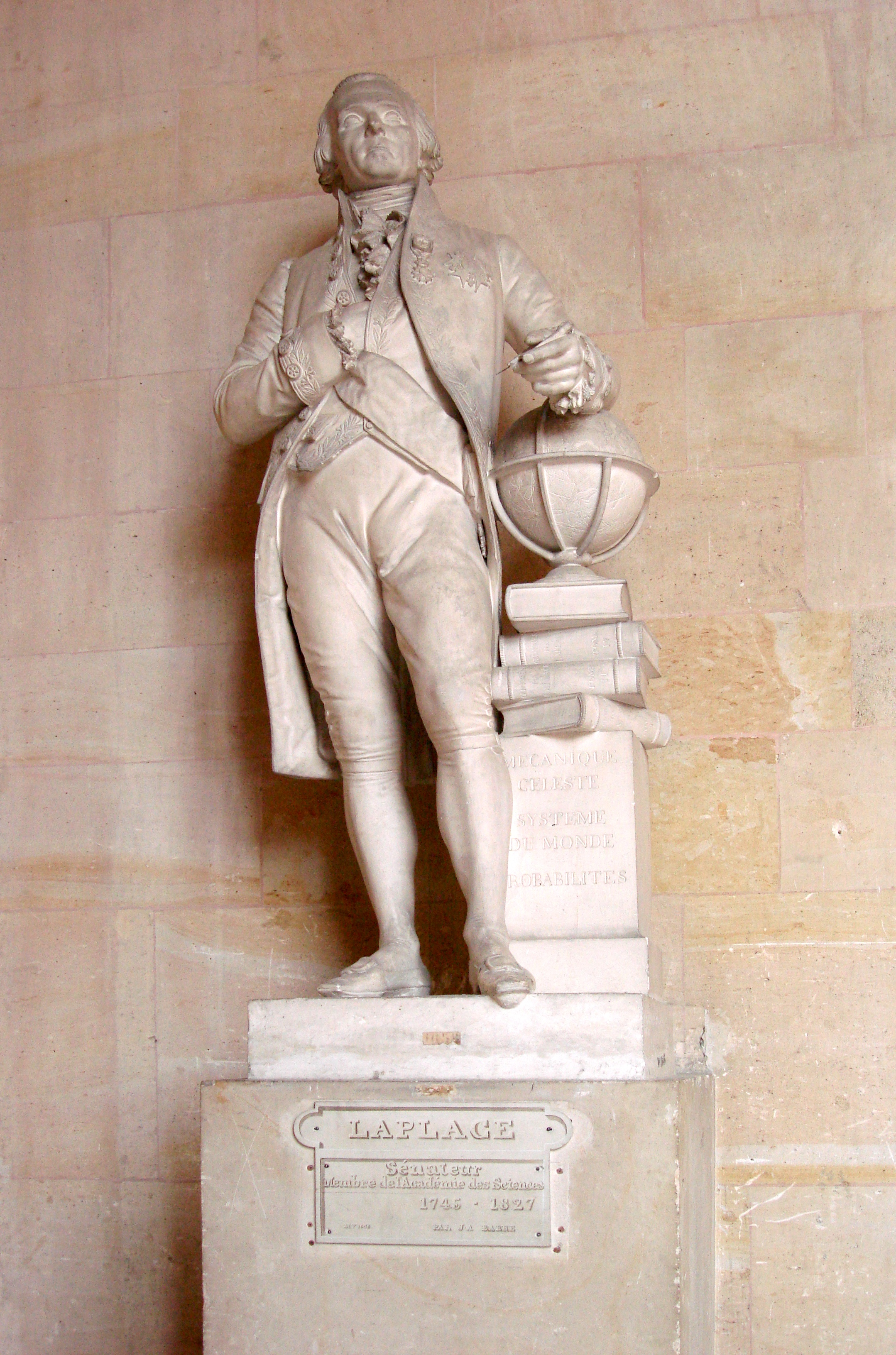
Pierre-Simon de Laplace (1847), château de Versailles.
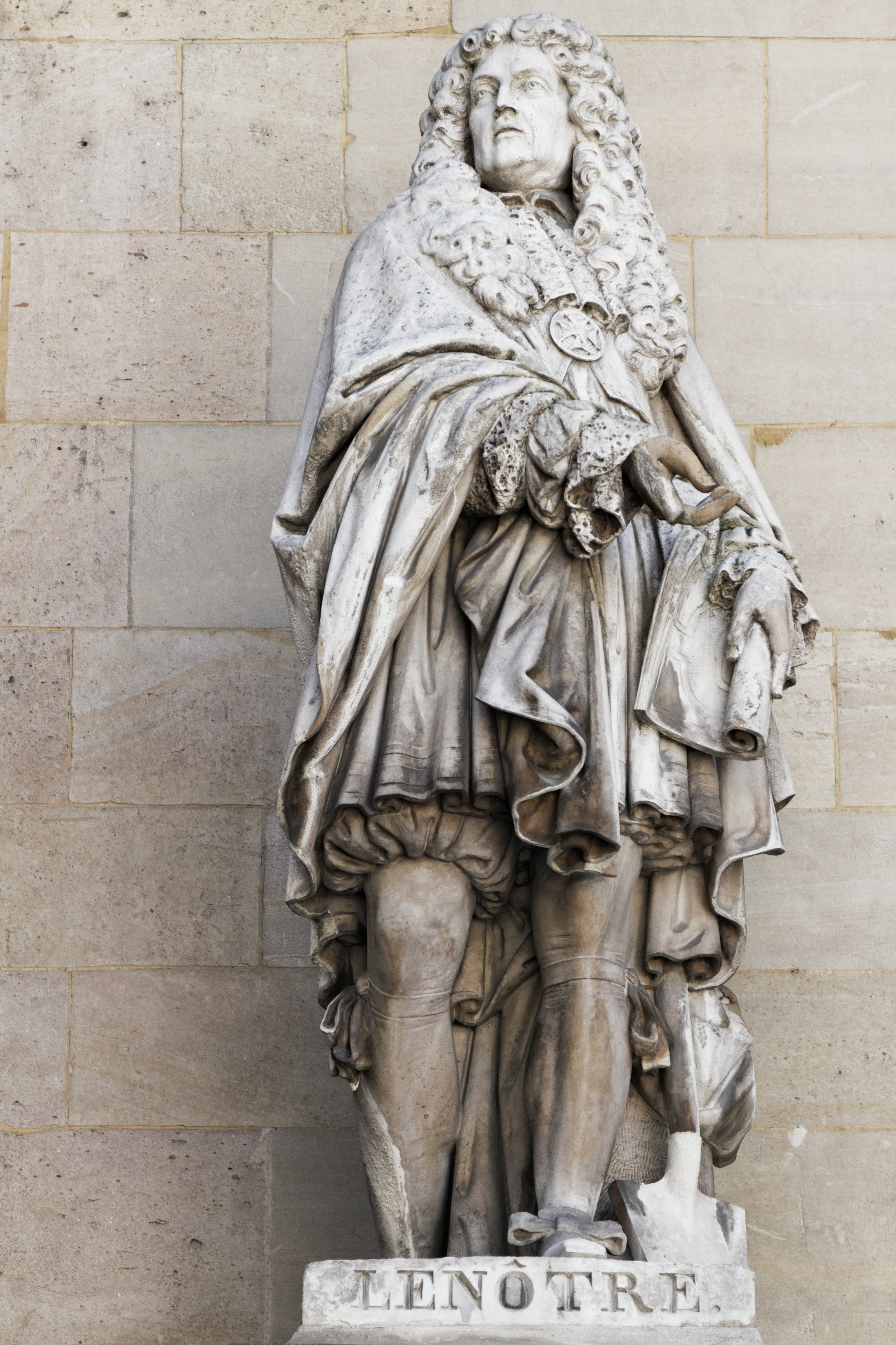
Le Nôtre (1857), Paris, palais du Louvre.
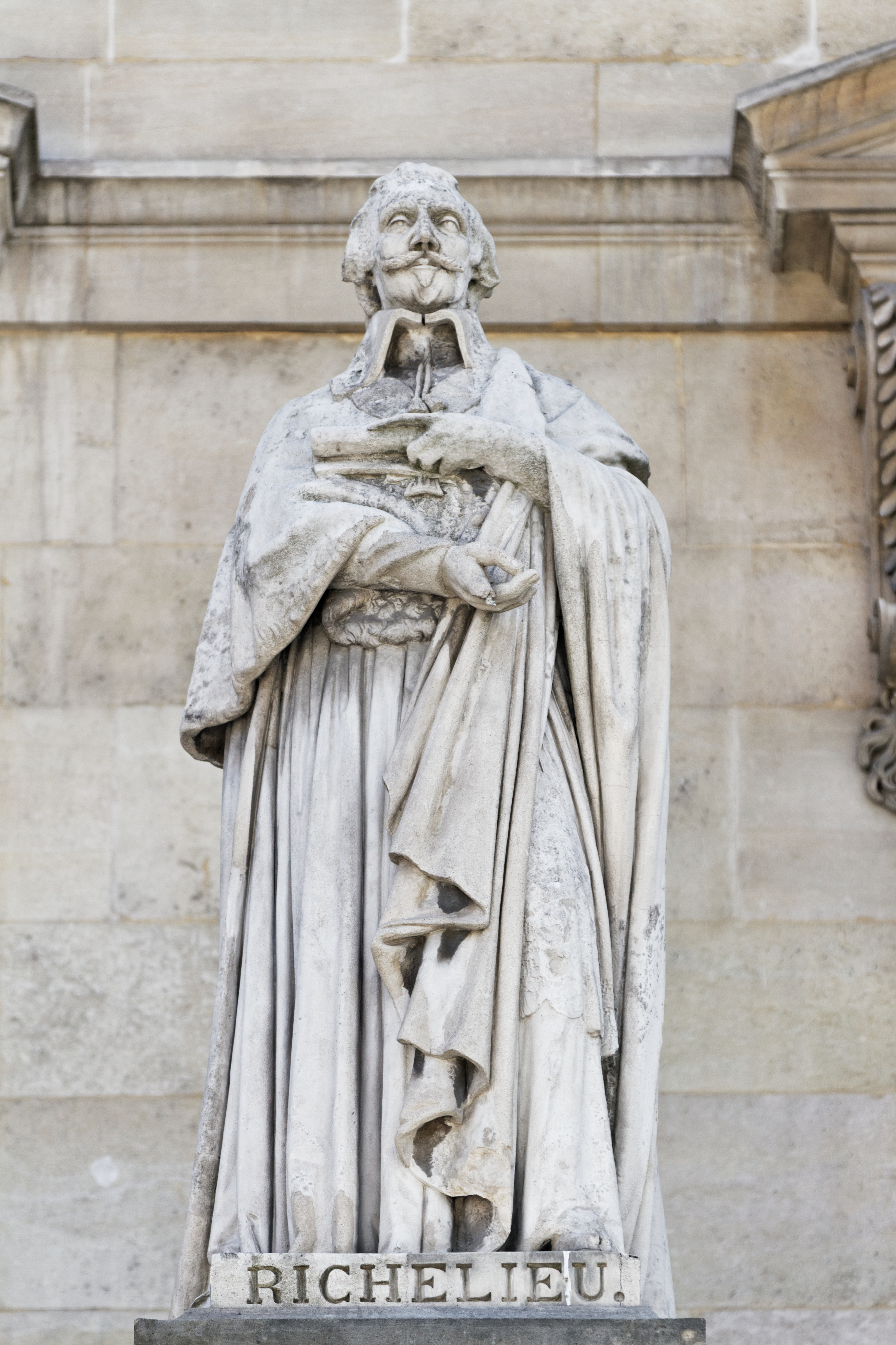
Richelieu (1857), Paris, palais du Louvre.
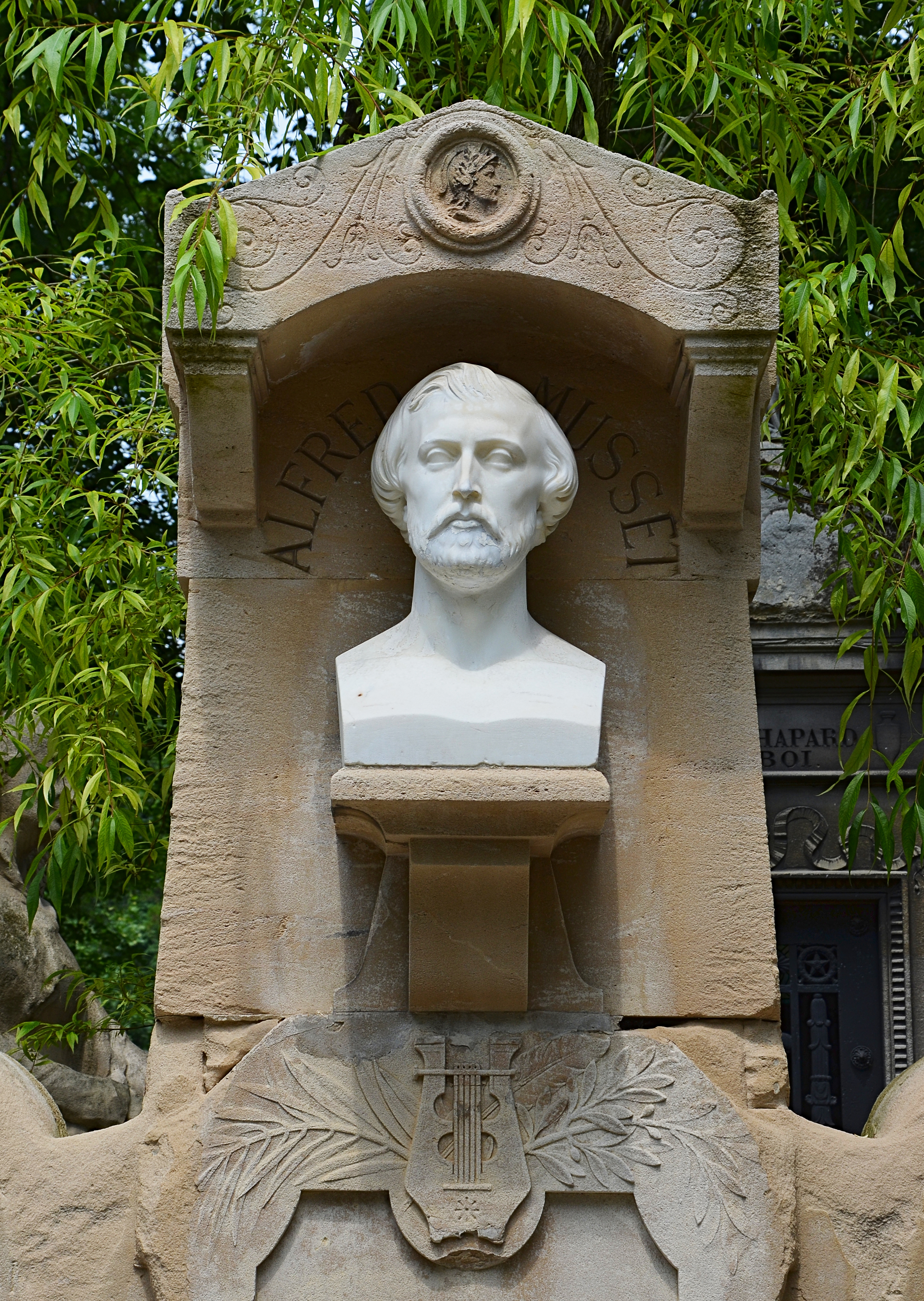
Alfred de Musset (1857), buste ornant la tombe du poète, Paris, cimetière du Père-Lachaise.
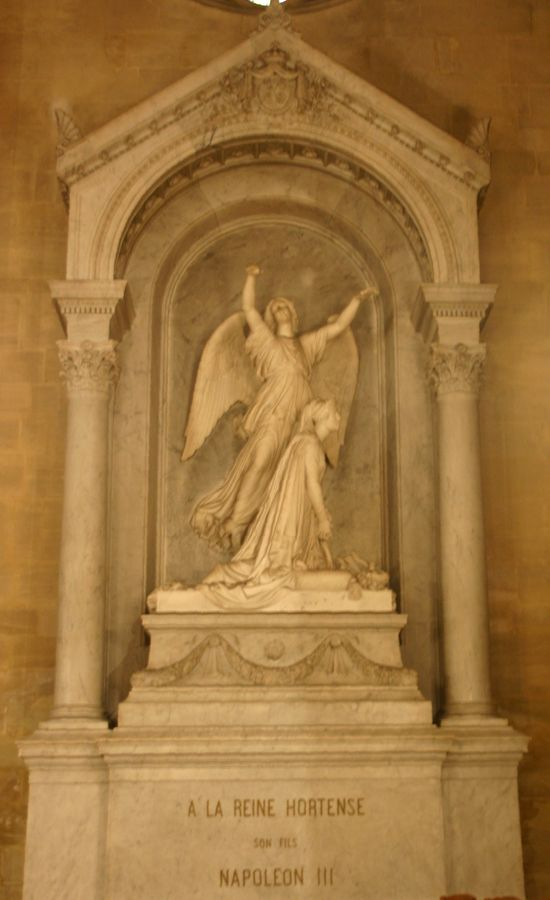
Monument funéraire de la reine Hortense de Beauharnais (1858), Rueil-Malmaison, église Saint-Pierre-Saint-Paul.
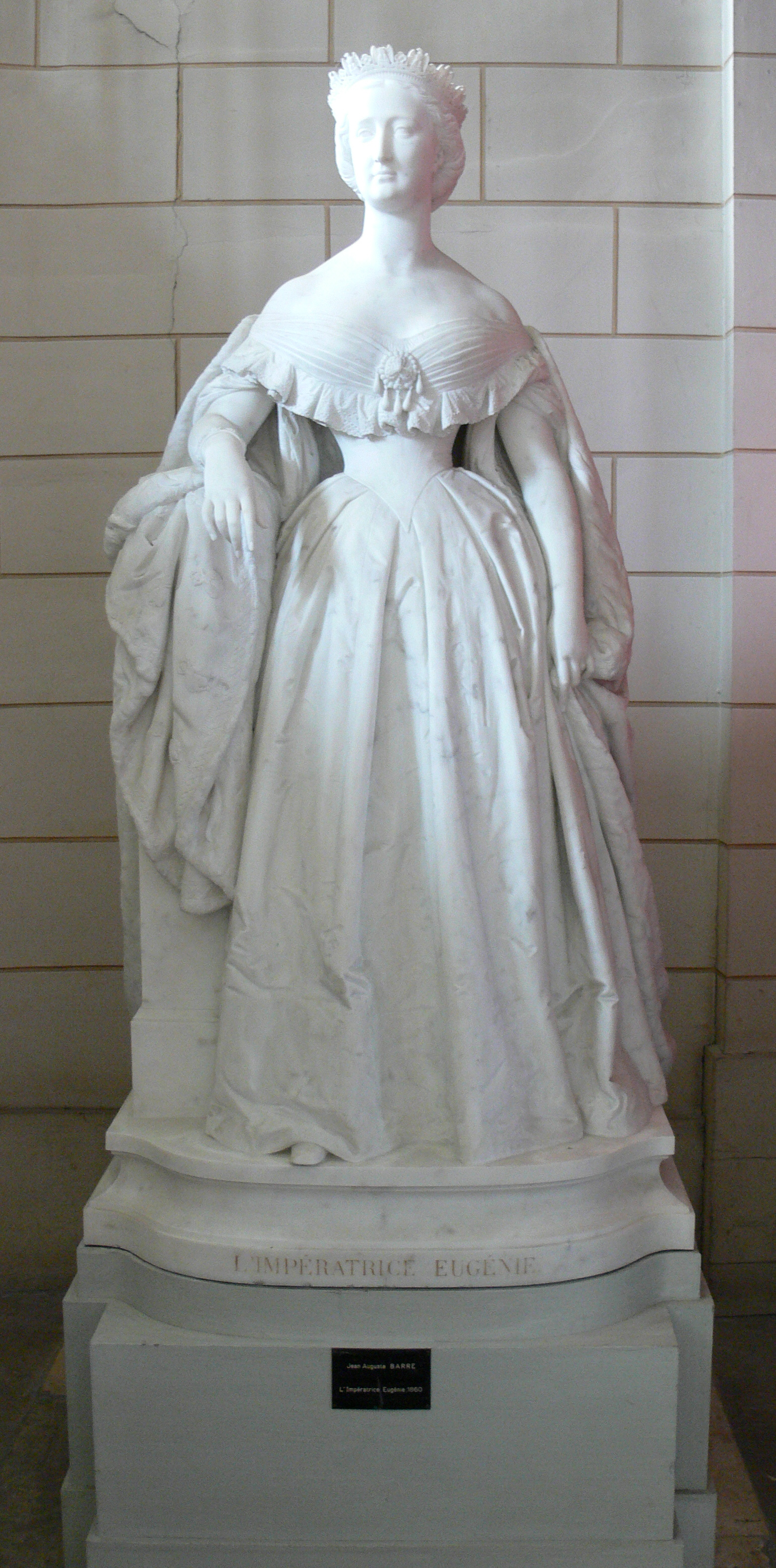
L'Impératrice Eugénie (1860), château de Compiègne.
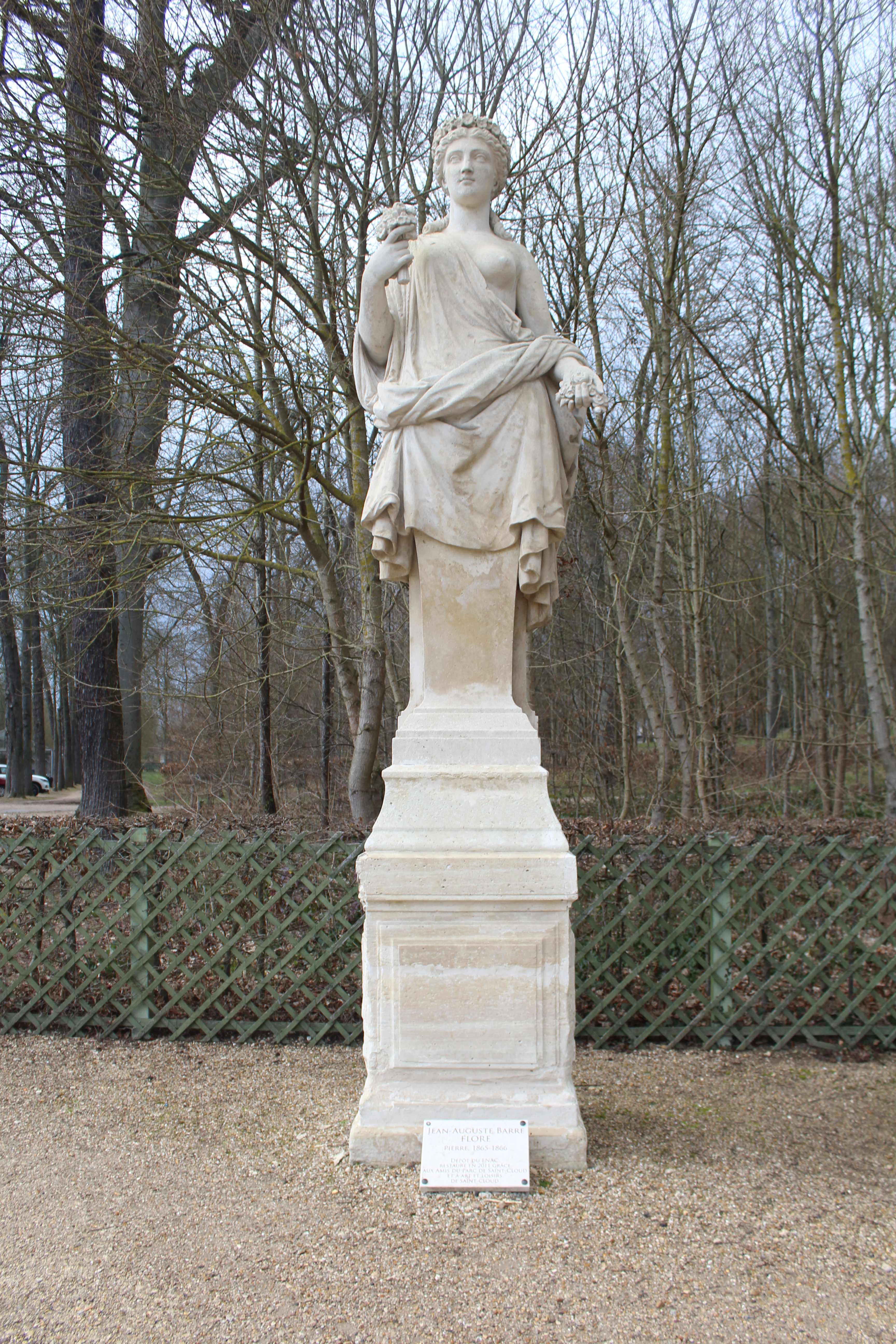
Flore (1865-1866), parc Saint-Cloud.
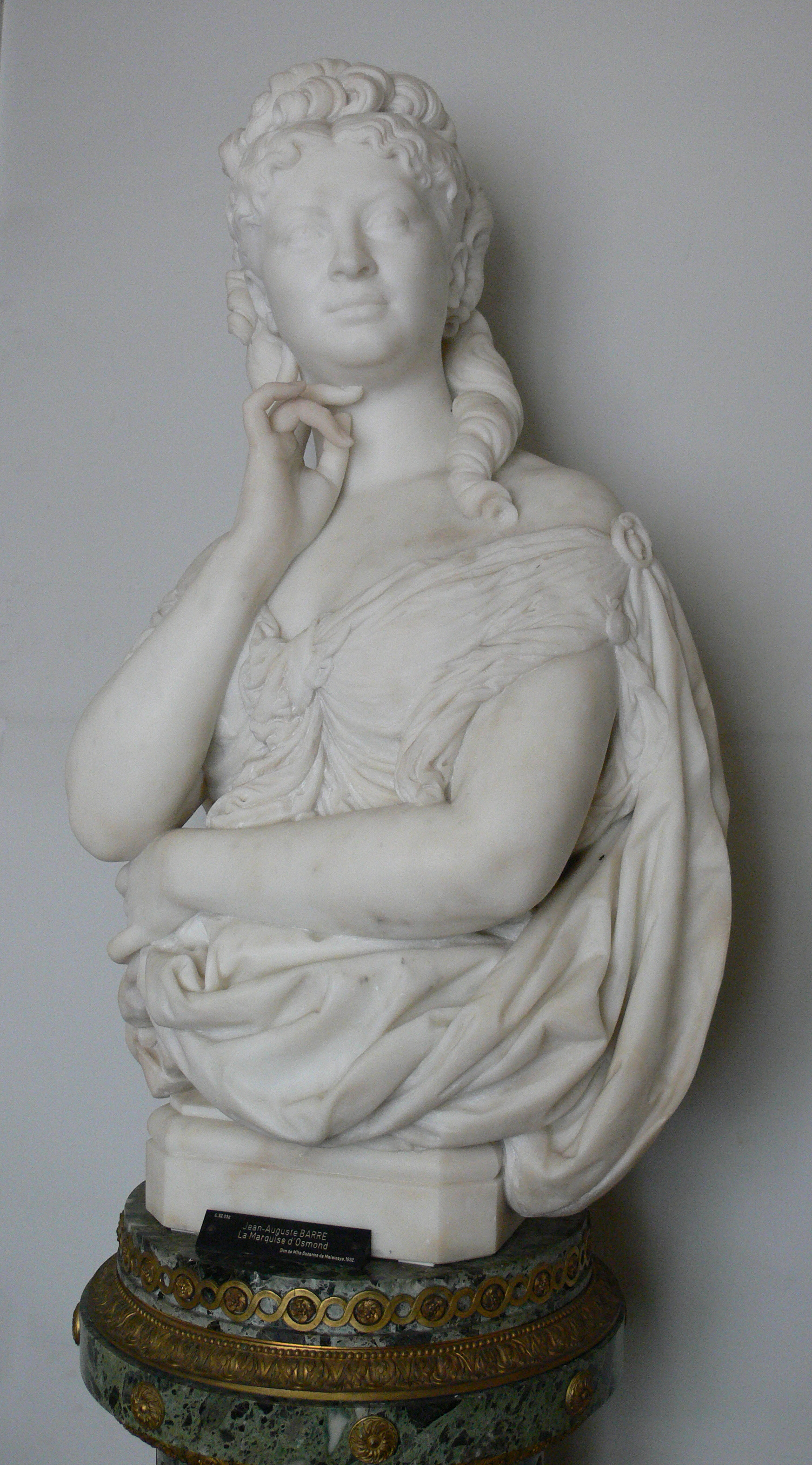
La Marquise d'Osmond, château de Compiègne.

## Élèves
- Paul Guibé (1841-1922)